# Charles Claude Flahaut de La Billarderie
Pour les articles homonymes, voir Flahaut.
Charles Claude Flahaut de La Billarderie, comte d’Angiviller, né à Saint-Remy-en-l'Eau en Beauvaisis le 24 janvier 1730 et mort à Altona près de Hambourg le 11 décembre 1809, est un administrateur des arts, et dernier directeur général des Bâtiments du roi.

## Biographie
Fils du marquis Charles César Flahaut de La Billarderie, frère de Charles-François de Flahaut de La Billarderie (1726-1793), le comte d’Angiviller fait une belle carrière militaire sous Louis XV, qui le mène jusqu’au grade de maréchal de camp.
Ami personnel de Louis XVI, il est nommé directeur général des Bâtiments, Arts, Jardins et Manufactures du roi le 24 août 1774 à l’avènement de celui-ci. Il favorise le néo-classicisme et est l’un des principaux introducteurs du style à l’antique en France. Principal artisan du retour au « grand genre » et favorisant l'esthétique nouvelle par de nombreuses commandes, il passe commande à Jacques-Louis David du tableau Le Serment des Horaces en 1782, achevé en 1785.
Passionné d’urbanisme, il applique les principes d’alignement des villes antiques à Versailles avec le quartier de Clagny, constitué d’îlots très réguliers autour des boulevards du Roi et de la Reine. Pour le nouveau Théâtre-Français (actuel théâtre de l'Odéon), il soutient le projet de théâtre en forme de temple grec des architectes Marie-Joseph Peyre et Charles De Wailly.
Sur les conseils de Jean-Baptiste-Marie Pierre, directeur de l’Académie royale de peinture et de sculpture, il s’efforce de renouveler la peinture d'histoire en commandant à des peintres tels que Nicolas Guy Brenet ou François-André Vincent de vastes compositions exaltant les gloires nationales comme Henri IV faisant entrer des vivres dans Paris par François-André Vincent (1783, musée du Louvre), ce qui constitue une nouveauté. De même, entre 1776 et 1787, il commande une importante série de sculptures de grande taille représentant les grands hommes de la France, qui font travailler les principaux sculpteurs du temps : Jean-Antoine Houdon, Augustin Pajou, Louis-Simon Boizot, Jean-Joseph Foucou, Félix Lecomte, Louis-Philippe Mouchy, etc.
Proche des milieux philosophiques, il aide Suzanne Necker à constituer son salon en lui dépêchant pour l’assister son amie Élisabeth Françoise de Laborde, épouse d'Eustache Gérard Binet, baron de Marchais, qu’il épouse à son tour en 1781.
Après la fermeture de la galerie du Luxembourg en 1779, il décide d’utiliser la Grande Galerie du Louvre pour exposer les tableaux de la collection royale ainsi que les œuvres qui seraient acquises spécialement. Il commande un rapport sur ce sujet à l’architecte Jacques-Germain Soufflot, mais ce projet, qui préfigure le musée du Louvre, ne peut être réalisé avant la Révolution française. On eut juste le temps de détruire la voûte inachevée de Nicolas Poussin, en raison du danger qu’elle représentait en cas d’incendie, et de faire bâtir en 1782 par l’architecte Maximilien Brébion, chargé du palais du Louvre au sein des Bâtiments du Roi, un escalier menant au Salon carré, remplacé ensuite par l’escalier Daru où est placée la célèbre Victoire de Samothrace.

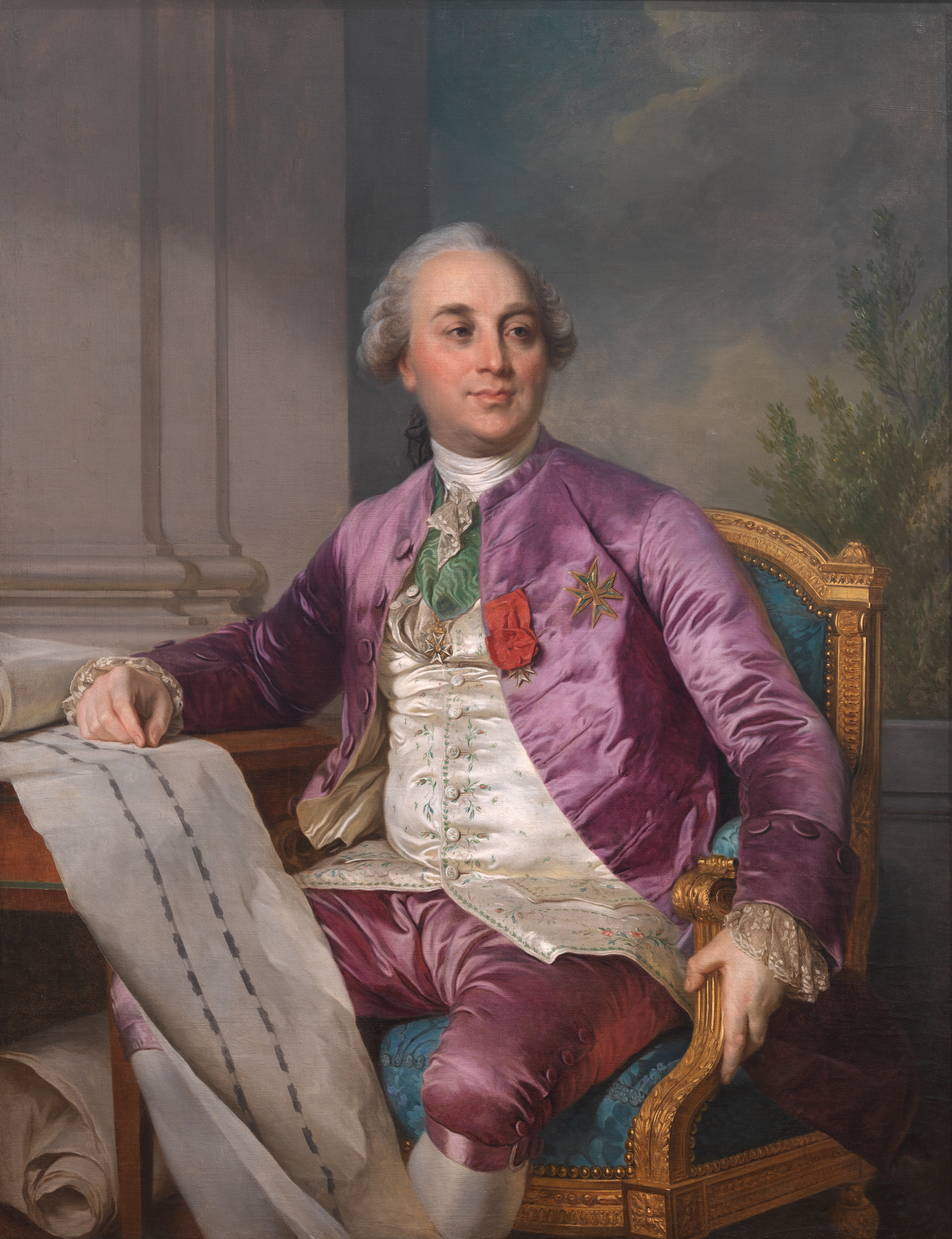
Le comte d'Angiviller, par Joseph-Siffred Duplessis.

En revanche, d’Angiviller peut mener une ambitieuse politique d’acquisitions dans cette perspective, jusqu’à ce que les nécessités de la guerre d'indépendance des États-Unis viennent tarir les fonds. Il fait l’acquisition des principaux chefs-d’œuvre européens qui apparaissent sur le marché, mais aussi des toiles de moindre importance, s’efforçant de combler les lacunes des écoles nationales des collections royales, non sans promouvoir les artistes français, comme avec l'achat de La Vie de saint Bruno de Le Sueur. Il achète 250 tableaux, par le biais d'intermédiaires marchands comme Alexandre Joseph Paillet, principalement des écoles flamandes et hollandaises, dont Les Quatre Évangélistes de Jacob Jordaens, Hélène Fourment avec deux de ses enfants de Rubens, le Portrait d'Hendrikje Stoffels de Rembrandt. Il entreprend également un vaste programme de restauration des collections.
Amateur d’art et de sciences, il constitue un superbe cabinet de minéralogie, qu’il lègue en 1781 au Jardin des plantes de Paris.
En 1786, Louis XVI le nomme gouverneur et administrateur du domaine de Rambouillet.
Accusé, à tort, de dilapidation des deniers publics, il démissionne de son poste de directeur général des Bâtiments, Arts, Jardins et Manufactures du roi le 27 avril 1791. Pour ne pas être arrêté, il émigre le 10 juin 1791. Il erre en Suisse et en Allemagne (Soleure, Brunswick, Utrecht, Kiel), avant de s'établir en 1806 à Altona, à l'époque une petite cité danoise où il se fixe en 1806. Il y meurt en 1809.

## Vie privée

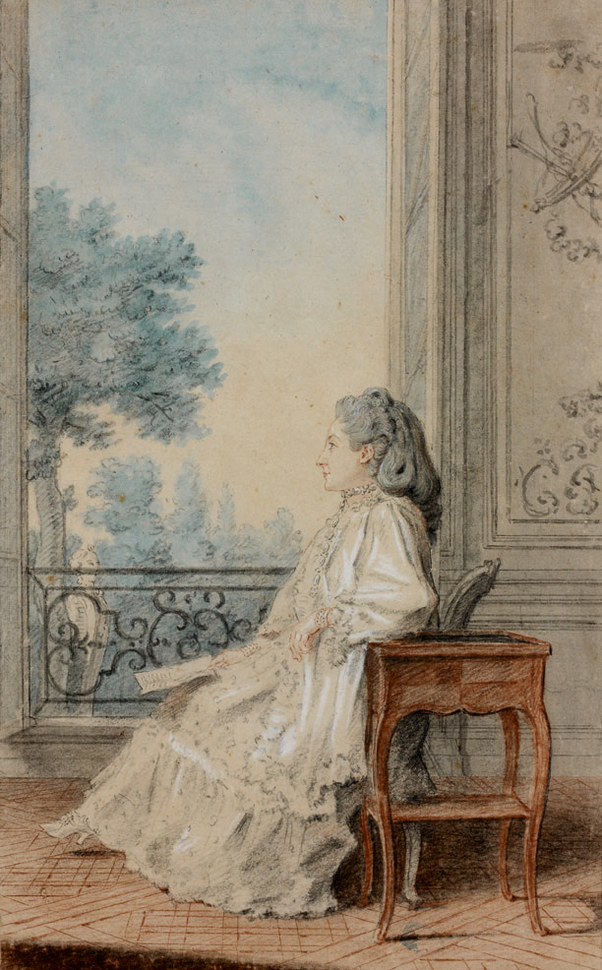
La baronne de Marchais, par Carmontelle, 1762.

En septembre 1781, il épouse Elizabeth Josèphe, baronne de Marchais, de cinq ans son aînée. Fille du financier Jean-François de La Borde, elle est l'héritière du château de Marchais dans l'Aisne, aujourd'hui propriété du prince de Monaco. Elle ne suit pas son mari lors de son émigration et meurt le 14 mars 1808.
Il devint le tuteur, de 1771 à 1778, de Rosalie de Beauchamp (épouse en 1775 de  Jean François André de Brunet, comte de Neuilly), qui sur ses instances, devint lectrice de Marie-Antoinette. C'est près d'elle à Altona, dans un modeste logement chez le curé de la communauté catholique, que le comte d'Angiviller vient finir sa difficile vie d'émigré le 11 décembre 1809. « Sa femme s'était refusée à le suivre dans son exil et il n'avait aucun des siens auprès de lui, sans enfants : toutes ses affections se reportèrent sur Mme de Neuilly qu'il regarda dès-lors, et qu'il aima, comme si elle eut été sa propre fille. Mme de Neuilly lui rendit tendresse pour tendresse et tous les soins d'un cœur filial ».

## Iconographie
Il existe plusieurs portraits du comte d'Angiviller :
- un portrait (ci-dessus) par Jean-Baptiste Greuze, conservé au Metropolitan Museum de New York ;
- un portrait (ci-dessus) par Joseph-Siffred Duplessis, conservé au Statens Museum for Kunst de Copenhague (dont une copie est conservée au château de Versailles) ;
- deux miniatures sur émail par Jean-Baptiste Weyler, conservées au musée du Louvre[9] ;
- un portrait par Étienne Aubry, exposé au Salon de 1771, conservé au musée Carnavalet (p. 2237), dont une version par Jean-Baptiste Greuze est conservée au musée de la Cour d'Or de Metz (inv. 11461).

## Hommages
Dans la première salle de l'histoire du Louvre du musée, les tableaux Allégorie relative à l'établissement du Muséum dans la Grande Galerie du Louvre de Jean-Jacques Lagrenée (1783) et celui d'Hubert Robert qui représente un Projet d'aménagement de la Grande Galerie, lui rendent hommage.